# Fyzikální olympiáda
Fyzikální olympiáda je po olympiádě matematické druhá nejstarší česká oborová olympiáda, ve školním roce 2018/19 se konal již jubilejní 60. ročník. Žáci základních a středních škol v ní soutěží v teoretickém řešení více či méně praktických fyzikálních problémů a situací.

## Organizace soutěže
Tato olympiáda má zvláštní kategorii pro každý ročník od sedmé třídy ZŠ, jsou po řadě od nejstarších studentů značeny písmeny A (4. ročník SŠ), B, C, D, E, F, G (7. ročník ZŠ, též nazývaný Archimediáda).
Každá středoškolská kategorie (A, B, C a D) má své domácí a krajské kolo, kategorie A navíc kolo celostátní, z jehož vítězů jsou vybráni účastníci mezinárodní fyzikální olympiády (MFO). Jelikož se proto její krajské kolo koná v jiných termínech než B, C a D, řeší ji často i nadanější mladší žáci.
Kategorie E a F mají domácí kolo, z nichž žáci postupují do okresních kol. V kategorii E jsou pak nejlepší řešitelé pozváni do krajských kol.
Kategorie G probíhá nejprve v domácím kole, na které navazuje buď školní či okresní kolo - organizace záleží na krajské komisi.